# Bonneuil, Charente

Bonneuil este o comună în departamentul Charente, Franța. În 1 ianuarie 2022 avea o populație de 248 de locuitori.